# Titus Messius Extricatus
Titus Messius Extricatus war ein spätklassischer Jurist, Politiker, Senator und Prätorianerpräfekt der römischen Kaiserzeit. 
Der aus dem Ritter- in den Senatorenstand aufgestiegene Extricatus wird mit dem gleichnamigen praefectus annonae im Jahr 210 zu identifizieren sein. Er war zuvor am Kaisergericht ein juristischer Berater des Septimius Severus gewesen. In der Funktion eines consiliarius Augusti konnte er, zusammen mit Papinian als dem damaligen Leiter der kaiserlichen Libellkanzlei (a libellis), den Kaiser zu einer den Fiscus strapaziös nutzenden Rechtsauslegung bewegen.
Nachdem der Folgekaiser Caracalla, in dessen besonderer Gunst Extricatus wohl gestanden hatte, ihn vermutlich in den Rang der Prätorier und in den Senat aufgenommen hatte, wurde ihm das Kommando über eine nicht näher bestimmbare Legion anvertraut. Anscheinend war dies das einzige prätorische Amt, bevor er als Comes und Amicus des Kaisers mit dem ordentlichen Konsulat im Jahr 217 geehrt wurde. Vor diesem Jahr wurden Extricatus bereits die ornamenta consularia oder die adlectio inter consulares verliehen. 
Ganz unüblich, doch unter Kaiser Elagabal kaum überraschend, wurde Extricatus zum Prätorianerpräfekten ernannt (218/222). Amtskollege dürfte Antiochianus gewesen sein. Nach Cassius Dio wurden beide zusammen mit Elagabal getötet.